# Liste des partis politiques au Timor oriental
Cette page est une liste des partis politiques du Timor oriental.

## Partis politiques contemporains

### Partis parlementaires
| Parti                                                                     | Parti                                                    | Fondation | Idéologie         |
| ------------------------------------------------------------------------- | -------------------------------------------------------- | --------- | ----------------- |
| Congrès national de reconstruction timoraise                              | Congresso Nacional de Reconstrução do Timor              | 2007      | Centre-gauche     |
| Front révolutionnaire pour l'indépendance du Timor oriental               | Frente Revolucionária de Timor-Leste Independente        | 1974      | Socialisme        |
| Parti démocrate                                                           | Partido Democrático                                      | 2000      | Centre-gauche     |
| Front de reconstruction nationale du Timor oriental - Transformation (en) | Frente de Reconstrução Nacional de Timor-Leste - Mudança | 2011      | Social-démocratie |
| Parti de libération du peuple                                             | Partidu Libertasaun Popular                              | 2015      |                   |
| KHUNTO                                                                    | Kmanek Haburas Unidade Nasional Timor Oan                | 2011      |                   |
| Union démocratique timoraise                                              | União Democrática Timorense                              | 1974      | Conservatisme     |
| PUDD                                                                      |                                                          |           |                   |

### Partis non représentés au Parlement national
- Association des héros timorais (en)
- Parti chrétien-démocrate (en)
- Union chrétienne-démocrate du Timor (en)
- Parti de la République démocratique du Timor-oriental (en)
- Parti libéral (en)
- Parti démocrate du millénaire (en)
- Unité nationale de la résistance timoraise (en)
- Parti de l'unité nationale (en)
- Parti populaire du Timor (en)
- Parti républicain (en)
- Parti social-démocrate (en)
- Parti socialiste du Timor (en)
- Parti nationaliste timorais
- Association social-démocrate timoraise (en)

## Anciens partis politiques
- Association populaire et démocratique timoraise